# Terremoto de Guerrero de 2014
El terremoto de Guerrero de 2014 fue un sismo ocurrido a las 09:27:23 hora local (14:27:23 UTC) del viernes 18 de abril de 2014, que alcanzó una magnitud de 7.2 (MW). Según el Servicio Sismológico Nacional, el epicentro se localizó a 40 km al sur de Petatlán, frente a la región de Costa Grande del estado de Guerrero, en el sur de México. El sismo se ubicó a una profundidad de 11 km bajo la corteza terrestre. Este terremoto de magnitud superior a 7.0 (MW) fue el que más cerca estuvo de la Brecha de Guerrero en 103 años y de la cual no había registrado sismos mayores a 7 grados desde el Terremoto de Guerrero de 1911, hasta el Terremoto de Guerrero de 2021.
El terremoto fue percibido al menos en quince entidades del país, incluyendo el Distrito Federal, y dejó afectaciones de consideración en las ciudades de Petatlán, Ixtapa-Zihuatanejo y Chilpancingo, en el estado de Guerrero, así como grietas y derrumbes en la Carretera Federal 200 en su tramo Coyuca de Benítez - Ixtapa-Zihuatanejo. Por otro lado, se registraron daños de consideración en algunas colonias de la Ciudad de México. Hasta las 18:00 (hora local) del 18 de abril se habían cuantificado un total de 106 réplicas del sismo principal.

## Daños
- Una persona resultó herida cuando un muro se derrumbó en la ciudad de Lázaro Cárdenas, Michoacán .
- 30 casas y algunos edificios en Morelia sufrieron daños menores.
- Al menos 700 edificios y más de 500 casas fueron dañadas en Guerrero. 21 casas colapsaron.
- También se reportaron daños a edificios y viviendas en la capital, Ciudad de México, y en los estados de Morelos , Tlaxcala , Veracruz , Estado de México y Puebla.

Se informaron apagones en Pachuca , Ecatepec , Chimalhuacán , Colonia del Valle , Nezahualcóyotl , Ixtapaluca , Azcapotzalco , Coyoacán , Xochimilco , Tláhuac , Cuauhtémoc y en todo el estado de Guerrero . [2]
Se informaron deslizamientos de tierra ,  13 en Guerrero , 1 en Morelos , 1 en Michoacán y 1 en Tlaxcala 

## Geología
El sismo ocurrió al norte de la región sísmica conocida como Brecha de Guerrero, un segmento del borde convergente entre la placa de Cocos y la placa norteamericana en donde se ha estimado la posible ocurrencia de un terremoto de magnitud 7,5 o mayor, tras permancer sin actividad sísmica mayor a 7,0 desde 1911. Sin embargo, a pesar de haberse originado muy cerca de la brecha, el sismo no tuvo lugar precisamente en ella.